# Schwarze Sau (Niedere Tauern)
Die Schwarze Sau (so ortsüblich, auch als Pöllauer Sattel genannt) ist ein 1092 m ü. A. hoher Passübergang in der westlichen Steiermark zwischen Katschtal bei St. Peter am Kammersberg und oberem Wölzertal bei Winklern. Sie liegt zwischen Pöllau am Greim und Forstboden (Kreuzung Pöllau/Kammersberg) am Vogelbichl.
Über die sanft hügelige Passhöhe führt die L512, die St. Peter und die Stadt Oberwölz verbindet.
Die orographisch signifikantere Einsattelung zwischen Hauptkamm der Niederen Tauern und den Murbergen (Pleschaitzgruppe) ist die Kammersberger Höhe (ca. 1060 m ü. A.) am Kammersberg (1114 m ü. A.) südöstlich. Die Schwarze Sau ist eine kleine Nebeneintiefung der Passlandschaft.